# Kuntillet Ajrud

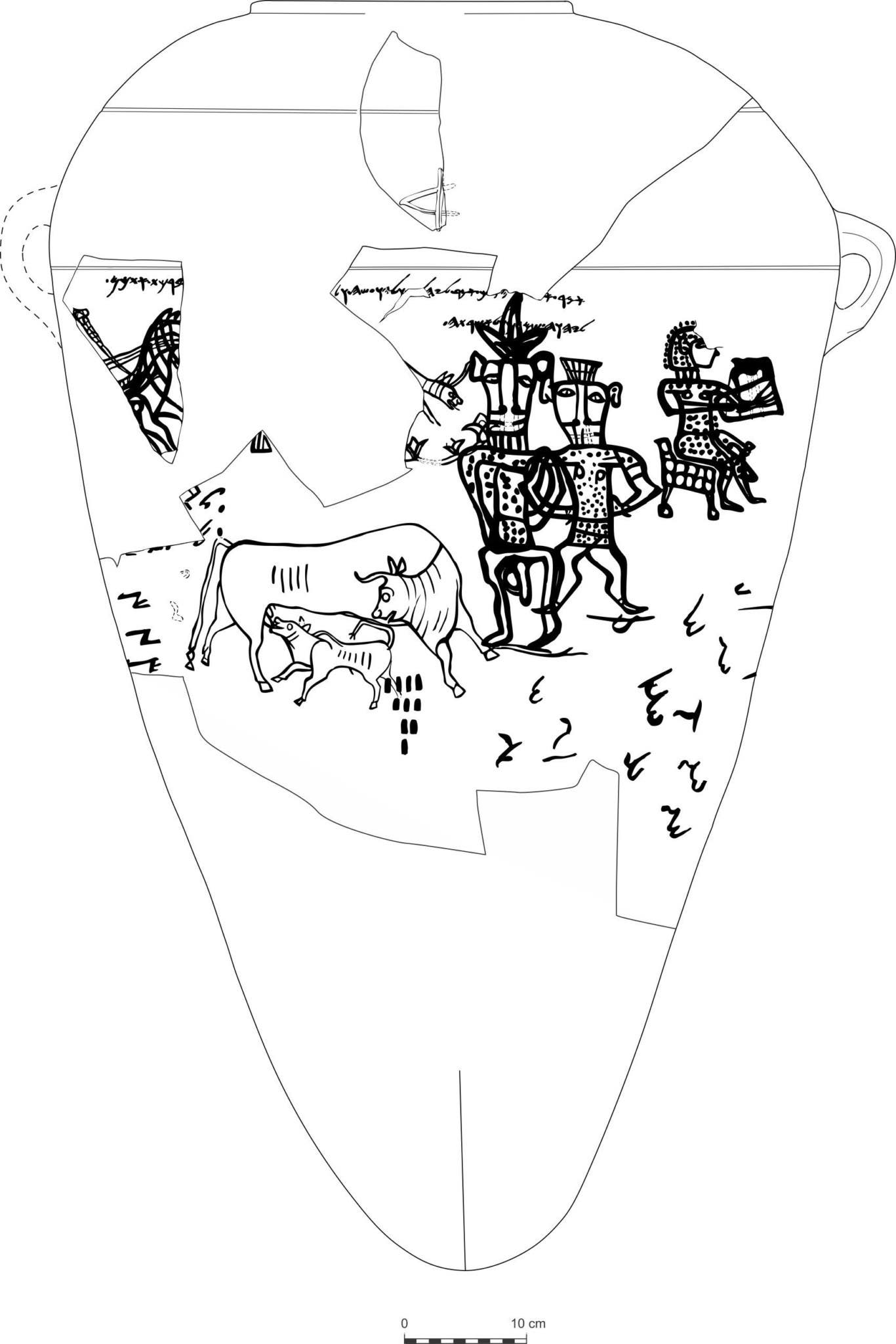
Obraz na kawałku ceramiki znaleziony Kuntillet Ajrud zawierający inskrypcję Berachti etkhem l’JHWH Szomron ul’Aszerato.

Kuntillet Ajrud (egipski arabski ‏كونتيلة عجرود‎) – stanowisko archeologiczne pochodzące z końca IX lub początków VIII wieku p.n.e., znajdujące się w północno-wschodniej części półwyspu Synaj. Często opisywne jako świątynia ale taka identyfikacja nie jest pewna.
Miejsce badano w latach 1975–1976 przed wycofaniem się wojsk izraelskich z tego regionu. Twierdza oraz główny budynek zostały podzielone na dwa pokoje, jeden duży, drugi mały, oba z niskimi ławami. Oba pokoje zawierały różne malowidła i inskrypcje na ścianach oraz dwa duże słoje na wodę (pithoi), po jednym w każdym pokoju. Malowidła na słojach (pithoi) przedstawiają różne zwierzęta, stylizowane drzewa oraz postacie ludzkie, które być może przedstawiają bogów. Rysunki wydają się być wykonane w ciągu dość długiego okresu przez różnych artystów gdyż nie tworzą spójnych scen. Ikonografia jest całkowicie syryjska lub fenicka i nie ma żadnych związków z egipskimi modelami spotykanymi w sztuce palestyńskiej.
W większości napisy są we wczesnym hebrajskim zapisanym alfabetem fenickim. Wiele z nich ma charakter religijny odwołuje się do JHWH, Ela i Baala. Jahwe dwa razy pojawia się we zwrotach: „Jahwe z Samarii i jego Aszera” oraz „Jahwe z Temanu i jego Aszera”. Panuje powszechna zgoda, że Jahwe jest tu połączony z Samarią (stolicą królestwa Izraela) oraz Temanem (w Edomie), co sugeruje, że Jahwe miał świątynię w Samarii oraz rodzi pytania o związki pomiędzy Jahwe a Kausem, narodowym bogiem Edomu. „Aszera” najprawdopodobniej oznacza tu obiekt kultu (stylizowany być może jako drzewo), a związek Jahwe z boginią Aszerą, małżonką Ela, jest niejasny. Inskrypcje te wskazują zapewne na połączenie religii izraelskiej z okolicznymi kultami pogańskimi.

## Inskrypcje
Jedna z inskrypcji odnalezionych w Kuntilet Ajrud na ostrakonie z VIII wieku p.n.e.:

בירכתי אתכם ליהוה שומרון ולאשרתו

Berachti etkhem l’JHWH Szomron ul’Aszerato czyli: „Błogosławię wam przez JHWH z Samarii i jego Aszerę”.